# ZKlaster

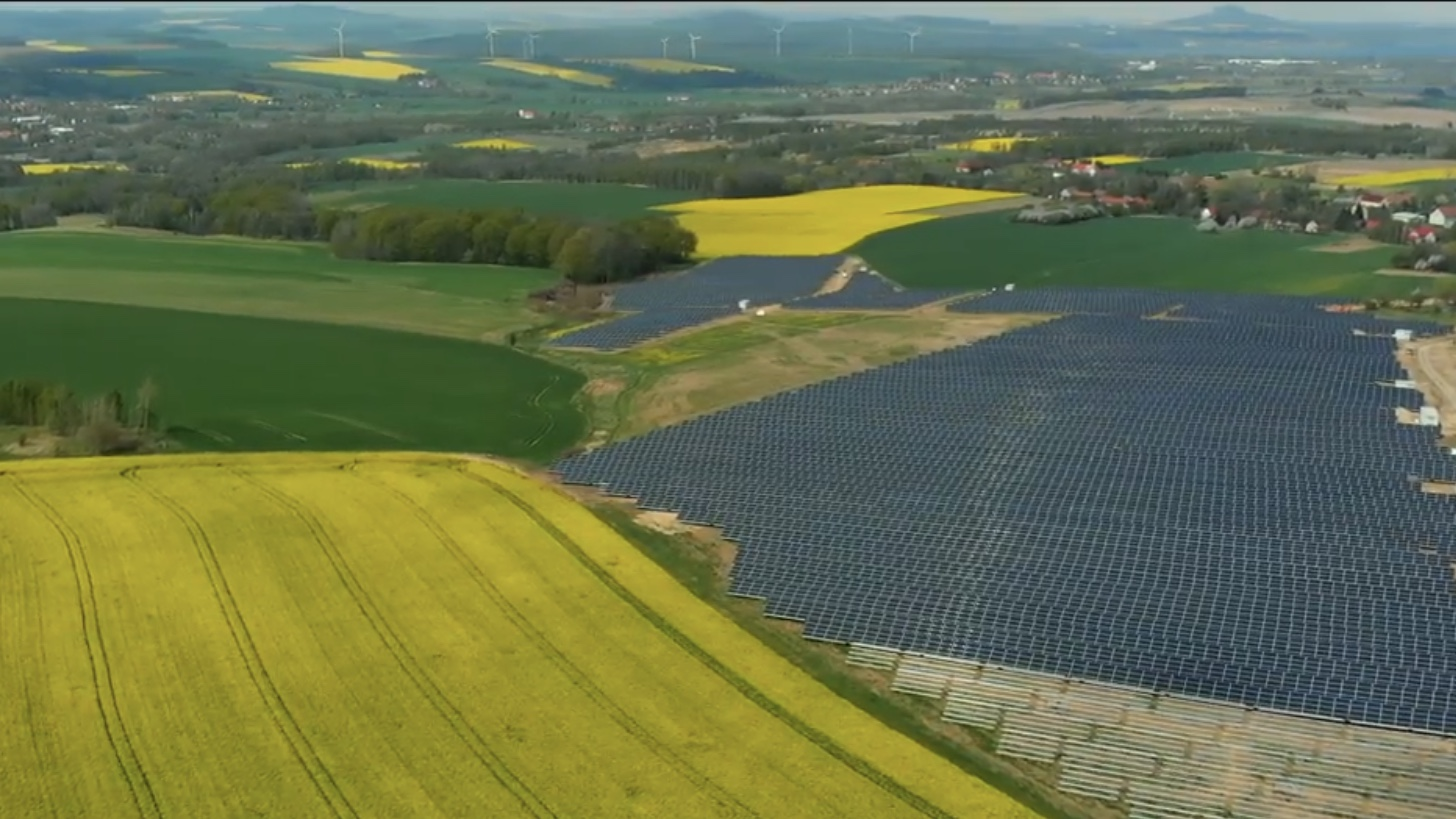
Zgorzelecki Klaster Rozwoju Odnawialnych Źródeł Energii i Efektywności Energetycznej

ZKlaster (Zgorzelecki Klaster Rozwoju Odnawialnych Źródeł Energii i Efektywności Energetycznej) – cywilnoprawne porozumienie na rzecz budowy lokalnego rynku energii elektrycznej i cieplnej oparte na lokalnych zasobach Odnawialnych Źródeł Energii. ZKlaster działa w obszarze powiatu zgorzeleckiego i zajmuje blisko 2 tysiące hektarów, na którym ma powstać docelowo między innymi farma fotowoltaiczna o mocy 500 MW. 
Koordynator ZKlastra, czyli Stowarzyszenie Rozwoju Innowacyjności Energetycznej w Zgorzelcu, tworzy strategię transformacji energetycznej regionu w związku z tym, że jest też jednocześnie koordynatorem Komitetu Transformacji Regionu Turoszowskiego.

## Historia
Dobrowolne cywilnoprawne porozumienie w sprawie Zgorzeleckiego Klastra Rozwoju Odnawialnych Źródeł Energii i Efektywności Energetycznej zostało zawarto 22 marca 2017 roku w Zgorzelcu, na podstawie art. 2 pkt 15a ustawy z 20 lutego 2015 o odnawialnych źródłach energii. W skład ZKlastra weszło wówczas 32 sygnatariuszy. Koordynatorem Klastra zostało Stowarzyszenie Rozwoju Innowacyjności Energetycznej w Zgorzelcu, którego prezesem jest polski biznesmen, rajdowiec i innowator Albert Gryszczuk.
W roku 2020 ZKlaster zrzeszał ponad 90 sygnatariuszy (podmiotów prawnych). W ramach projektów realizowano budowę największej w Polsce farmy fotowoltaicznej na terenie gminy Bogatynia. Inne projekty w ramach Zgorzeleckiego Klastra Rozwoju Odnawialnych Źródeł Energii i Efektywności Energetycznej jest start-up E-Power Control, prowadzący działalność w zakresie technologii magazynowania energii i wytwarzania dużych mocy obliczeniowych. W ramach ZKlastra działa też Hub Innowacji, w którym spółka Innovation AG stworzyła m.in. pierwszy w Polsce terenowy pojazd elektryczny Sokół 4x4 skonstruowany na zasadzie ekokonwersji z wykorzystaniem seryjnego samochodu terenowego LandRovera Defendera 110. 

## Misja
Sygnatariusze na mocy zawartego porozumienia uzgodnili realizację szerokiego zakresu działań ukierunkowanych na rzecz stałego i zrównoważonego rozwoju sektora energetyki odnawialnej, a także poprawy bezpieczeństwa energetycznego regionu. Oprócz tego celami ZKlastra są skuteczna regulacja mocy w sieci – bilansowanie popytu i podaży, efektywny system wytwarzania, dystrybucji i konsumpcji energii. Dodatkowo Zgorzelecki Klaster Rozwoju Odnawialnych Źródeł Energii i Efektywności Energetycznej, jako uzupełnienie systemu, ma w planach magazynowanie energii zarządzane przez inteligentne systemy sterowania lokalnego rynku energii elektrycznej i cieplnej. Do tego zużywanie 100% energii wytwarzanej w ramach Klastra na własne potrzeby powiatu/członków klastra oraz częściowe zaspokojenie potrzeb energetycznych powiatu/członków klastra z wykorzystaniem OZE funkcjonujących na terenie powiatu.
Do zadań porozumienia należą też zwiększanie świadomości i rozwój energetyki prosumenckiej wśród mieszkańców powiatu zgorzeleckiego oraz wspieraniu samorządów w transformacji energetycznej.